# Acadêmicos do Rio Branco
Sociedade Cultural Beneficente Acadêmicos do Rio Branco foi uma escola de samba de São Leopoldo no Rio Grande do Sul.  

## História
A Acadêmicos do Rio Branco foi fundada em 17 de abril de 1982. O primeiro desfile ocorreu em 1984. Seu último desfile aconteceu em 2017.

## Segmentos

### Presidentes
| Nome                   | Mandato      | Ref.  |
| ---------------------- | ------------ | ----- |
| Claudete Bitencourt    | ? - 2016     | [ 4 ] |
| Evandro Santos "Dinho" | 2016 - atual | [ 5 ] |

### Casal de Mestre-sala e Porta-bandeira
| Ano  | Nome                            | Ref.  |
| ---- | ------------------------------- | ----- |
| 2014 | Eduardo Yohaness e Natália Ilha | [ 4 ] |
| 2017 |                                 |       |

## Carnavais
| Ano                            | Colocação   | Grupo | Enredo                                                                       | Ref.                |
| ------------------------------ | ----------- | ----- | ---------------------------------------------------------------------------- | ------------------- |
| 1984                           | Vice-campeã | Único | A Acadêmicos em verde e rosa homenageia nossas escolas.                      |                     |
| 1985                           | Campeã      | Único | Mar dos Deuses, Lendas e fantasias                                           |                     |
| 1986                           | Campeã      | Único | Os Jardins Suspensos do Samba                                                |                     |
| 1989                           | Campeã      | Único | ''Xuxa e suas Paquitas                                                       |                     |
| 1990                           | Campeã      | Único | ''Marajás                                                                    |                     |
| 1991                           | Campeã      | Único | ''Nelson Gonçalves                                                           |                     |
| 1997                           | Vice-campeã | Único | Homenagem a Sociedade Orpheu.                                                |                     |
| 1998                           | Vice-campeã | Único | O Circo, o Maior dos Espetáculos da Terra.                                   | [ 6 ]               |
| 1999                           | 3º lugar    | Único | Miscigenação                                                                 |                     |
| 2000                           | 3º lugar    | Único | Debret                                                                       |                     |
| 2002                           | 3º lugar    | Único | Basta! Eu quero Paz                                                          |                     |
| 2003                           | 3º lugar    | Único | O Alegre Mundo dos Pássaros                                                  | [ 7 ]               |
| 2004                           | 3º lugar    | Único | Aimoré.                                                                      |                     |
| 2005                           | Campeã      | Único | Festival de Parintins.                                                       | [ 8 ]               |
| 2006                           | 3º lugar    | Único | Os Quatro Elementos                                                          |                     |
| 2007                           | 5º lugar    | Único | Em verso e prosa, a verde e rosa canta as maravilhas culturais de Pernambuco | [ 9 ]               |
| 2008                           | Campeã      | Único | No Jubileu da Acadêmicos, a inspiração é a raça e a fibra de Angélica Nery.  | [ 10 ] [ 11 ]       |
| 2009                           | 3º lugar    | Único | Josefa Maria, a feiticeira mãe de santo das Minas de Paracatu.               | [ 12 ]              |
| 2010                           | 3º lugar    | Único | Da grande criação ao consumo consciente.                                     | [ 1 ] [ 13 ]        |
| 2011                           | 3º lugar    | Único | Festejos para Ginga, rainha das rainhas africanas.                           | [ 14 ] [ 15 ]       |
| 2012                           | Campeã      | Único | Ô Abre-alas para o Jubileu de Glórias em Verde e Rosa.                       | [ 16 ]              |
| 2014                           | 3º lugar    | Único | Uma viagem em verde e rosa, Lagoa dos Patos, a Costa Doce do meu carnaval    | [ 17 ] [ 4 ] [ 18 ] |
| Sem desfile oficial em 2015.   |             |       |                                                                              |                     |
| Desfile participativo em 2016. |             |       |                                                                              |                     |

## Títulos
- Campeã de São Leopoldo: 1985, 1986, 1989, 1990, 1991, 2005, 2008, 2012
- Não ocorreram desfiles oficiais em 1987, 1988, 2001, 2015 e 2016.